# Middleburgh (Nueva York)
Middleburgh es un pueblo ubicado en el Condado de Schoharie en el estado estadounidense de Nueva York. En el año 2000 tenía una población de 3,515 habitantes y una densidad poblacional de 27 personas por km².

## Geografía
Middleburgh se encuentra ubicado en las coordenadas 42°36′33″N 74°19′33″O / 42.60917, -74.32583.

## Demografía
Según la Oficina del Censo en 2000 los ingresos medios por hogar en la localidad eran de $34,063, y los ingresos medios por familia eran $42,056. Los hombres tenían unos ingresos medios de $30,203 frente a los $23,448 para las mujeres. La renta per cápita para la localidad era de $17,560. Alrededor del 15.1% de la población estaban por debajo del umbral de pobreza.